# Linus Arnesson (handbollsspelare)
Linus Mattias Arnesson, född 11 maj 1990 i Hedemora, är en svensk handbollsspelare (mittnia/vänsternia).

## Karriär
Linus Arnesson flyttade från Hedemora till Göteborg 2006 för att studera på Katrinelundsgymnasiets rikshandbollsutbildning. Han började då spela för Redbergslids IK. Som 17-åring debuterade han i högsta serien, Elitserien.
I mars 2017 blev han den som gjort flest mål för Redbergslids IK genom tiderna, 1 184 mål varav samtliga i högsta serien. Han passerade därmed Fredrik "Fiskarn" Petterssons 1 181 mål.
Efter säsongen 2016/2017 blev han proffs i tyska Bergischer HC. Den 14 juli 2017 debuterade han i Sveriges A-landslag i en landskamp mot Montenegro.
I januari 2018 mästerskapsdebuterade Arnesson vid Europamästerskapet i Kroatien. Han fick mestadels agera som ersättare och fick lite speltid, men i slutspelet var han en bidragande faktor till att Sverige gick till EM-final för första gången på 16 år. I semifinalen mot Danmark kom Arnesson in och gjorde sex mål på sju skott. Det mest minnesvärda målet gjorde han efter att matchen slutat lika och gått till förlängning. I förlängningens sista minut hoppade han upp jämfota från stillastående och sköt in avgörande 35–33 till Sverige. Turneringen slutade med silver för Sverige, efter att laget förlorade finalen mot Spanien.

## Klubbar
- IFK Hedemora (–2006)
- Redbergslids IK (2006–2017)
- Bergischer HC (2017–)

## Meriter
- EM-silver 2018 i Kroatien